# انسان راست‌قامت
انسان راست‌قامت (نام علمی: Homo erectus) به معنی ایستاده یا سرپا از ریشه لاتین ērigere)، نام گونه‌ای منقرض‌شده از انسان‌تباران است که در دور زمین‌شناسی پلیستوسن زندگی می‌کرده‌است. کهن‌ترین نمونهٔ فسیلی از این جاندار، متعلق به ۱٫۹ میلیون سال پیش و جدیدترین آن، متعلق به ۱۴۳ هزار سال پیش است.
دانشمندان بر این باورند که محل پیدایش انسان‌های راست‌قامت، آفریقا بود که سپس به آسیا مهاجرت کرده و در سرتاسر اوراسیا تا گرجستان، ارمنستان و آذربایجان، هند، سری‌لانکا، چین و اندونزی پراکنده شده‌اند.
طبقه‌بندی انسان راست‌قامت و اجداد و نوادگان او، همواره محل مناقشه بوده و هست. دربارهٔ ارتباط این‌گونه با انسان کاروَرز دو نظریه وجود دارد:
1. انسان راست‌قامت از همان گونهٔ انسان کارورز بوده و ازاین‌روی نیای مستقیم انسان‌های متاخر یعنی انسان هایدلبرگی، انسان نئاندِرتال و انسان خردمند به‌شمار می‌رود.
2. این‌گونه، یک گونهٔ مستقل آسیایی بوده و هیچ ریشهٔ اشتراکی با انسان کارورز آفریقایی ندارد.

البته گروه سومی از دیرین‌مردم‌شناسان بر این باورند که انسان کارورز، گونهٔ آفریقایی انسان راست‌قامت است.
عنوان انسان راست‌قامت با پسوند سنسو استریکتو (به معنای محدود انسان راست‌قامت
سنسو لاتو) فقط به گونهٔ آسیایی انسان راست‌قامت و انسان راست‌قامت با پسوند سنسو لاتو (به معنای گونهٔ عام انسان راست‌قامت سنسو لاتو) به همهٔ گونه‌های آفریقایی و آسیایی گفته می‌شود.
در سال ۲۰۱۳ هنگام مستندسازی (فسیل) جمجمهٔ دمانیسی فرضیه‌های جدیدی شکل گرفت و پژوهشگران با توجه به تنوع وسیع جمجمه‌های دمانیسی از نقطه نظر ریخت‌شناسی، به این نتیجه رسیدند که برخی از طبقه‌بندی‌های متعلق به اجداد انسان، مانند انسان کارورز، انسان رودولفی و احتمالاً حتی انسان ماهر همگی باید در کلاسهٔ انسان راست‌قامت طبقه‌بندی شوند.

## طبقه‌بندی

### نام‌گذاری
اولین بقایای انسان جاوا توسط آناتومیست هلندی به نام یوگن دوبوسی در سال ۱۸۹۳ توصیف شد. او به دنبال پیوند و حلقۀ گمشده بین میمون و انسان در منطقه جنوب شرقی آسیا بود، چراکه معتقد بود که در فرضیه «خارج از آسیا»، میمون‌ها بستگان انسان‌ها به شمار می‌روند. انسان راست‌قامت، اجداد نخستین فسیل یافت‌شده از نتیجه یک سفر به شمار می‌رود.

### تکامل
پیشنهاد شده‌است که انسان ماهر تکامل‌یافته انسان راست قامت طی حدود ۲ میلیون سال است. هرچندکه این موضوع به شکل سؤال مطرح شده‌است، باید اشاره کرد که آن‌ها حداقل برای نیم میلیون سال همزیست بوده‌اند. متناوباً یک گروه از انسان‌های ماهر از طریق تولید مثل جدا شده و گروهی از انسان‌های راست‌قامت توسعه و تکامل یافتند. (کلادوژنسیس)

### بازماندگان و مشابهان
انسان راست‌قامت طولانی‌ترین زندگی را بین گونه انسانیان داشته‌است. انسان راست‌قامت بیش از یک میلیون سال زنده مانده‌است. در مقابل انسان خردمند حدود یک چهارم میلیون سال پیش به وجود آمده‌است.
با توجه به بسیاری از انسان‌های باستان، نظریه قطعی وجود ندارد که آیا آنها از طبقه‌بندی انسان راست‌قامت یا انسان خردمند به وجود آمده‌اند یا به عنوان گونه‌ای مجزا طبقه‌بندی شود.

## کالبدشناسی

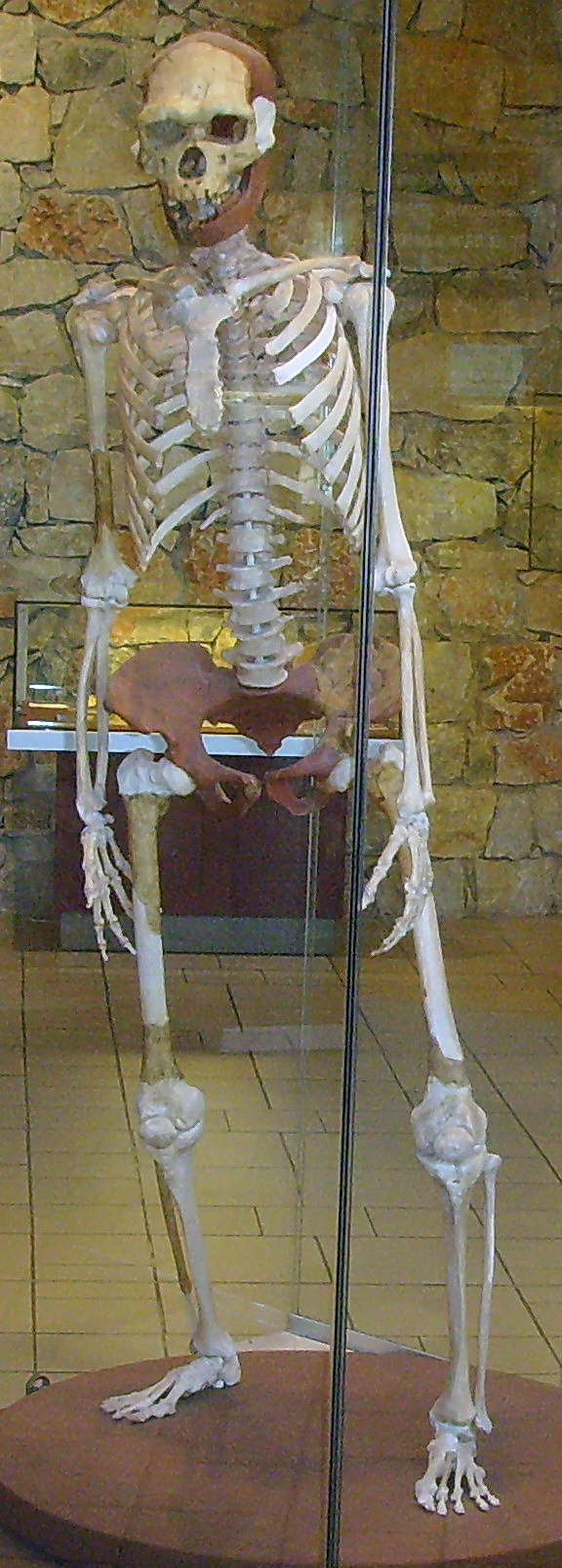
نمونه بازسازی شده از Homo erectus ، در موزه تاوتال فرانسه.

یکی از ویژگی‌های متمایزکننده انسان راست‌قامت از انسان خردمند، تفاوت در اندازه دندان‌هاست. به‌طوری که انسان راست‌قامت دارای دندان‌های بزرگتری است، در حالی‌که انسان خردمند دندان‌های کوچکتری دارد. یک نظریه در مورد انسان راست‌قامت پیرامون دندان‌های بزرگتر او وجود دارد که می‌گوید این نوع دندان‌ها به دلیل نیاز او برای خوردن گوشت خام به جای گوشت پخته‌است.
جای پای یافت‌شده در سال ۲۰۰۹ در کنیا تأکید می‌کند که راه رفتن در انسان راست‌قامت به صورت پاشنه به انگشت بوده که شبیه به راه‌رفتن انسان‌های مدرن است تا جنوبی کپی آساها.

## فرهنگ

### استفاده از آتش
در گادب اتیوپی، قطعاتی از سنگ روزن‌دار جوش‌داده‌شده یافت شد که به نظر می‌رسد در کنار مصنوعات آچولین سوزانده شده‌اند. هرچند ممکن است سوزاندن مجدد سنگ‌ها در اثر فعالیت آتشفشانی محلی ایجاد شده باشد. در دره رودخانه آویش میانه، فرورفتگی مخروطی‌شکل در خاک رس مایل به قرمز یافت شد که می‌توانست تنها با دمای ۲۰۰ درجه سانتیگراد (۳۹۲ درجه فارنهایت) یا بیشتر ایجاد شده باشد.

### اردوگاه‌ها
بقایای انسان راست‌قامت به‌طور مداوم در بسترهای دریاچه و رسوبات جریان یافت شده‌است. این نشان می‌دهد که انسان راست قامت در محوطه‌های باز در نزدیکی رودخانه‌ها و دریاچه‌ها زندگی می‌کرده‌است.
شواهدی وجود دارد که نشان می‌دهد انسان راست قامت در یک غار در زوکودیان چین ساکن شده و در آنجا بقایای سنگ، استخوان‌های جانوران گندیده، مجموعه دانه‌ها، و احتمالاً کوره‌های باستانی و زغال چوب وجود داشته‌است.

### هنر
یک پوسته صدف حکّاکی‌شده مشهور به پوسته سیودودن با نشانه گذاری‌های هندسی احتمالاً می‌تواند شواهدی از اولین هنرسازی‌های انسان باشد که قدمت آن به ۴۳۶ تا ۵۴۶ هزار سال می‌رسد. قابلیت‌های هنرسازی می‌تواند شواهدی از تفکر نمادین که با شناخت و رفتار مدرن مرتبط است، در نظر گرفته شود.

## فسیل‌ها
غار تحتانی غار زوکودیان چین، یکی از مهم‌ترین مکان‌های باستان‌شناسی در سراسر جهان است. بقایای ۴۵ انسان راست‌قامت در آنجا یافت‌شده و هزاران ابزار مورد استفاده آنها نیز در آنجا یافت شده‌است. بسیاری از این بقایای در طول جنگ جهانی دوم از بین رفته‌اند، به استثنای دو مورد جدایی استخوان از جمجه یا ستون فقرات پس از تولد، که در سال ۱۹۵۱ در چین کشف شد و چهار دندان انسان که در «تپه استخوان اژدها» کشف شد.
شواهد جدید نشان داد که انسان راست‌قامت، همان‌طور که پیشتر تصور می‌شد دارای استخوان‌های ضخیم منحصر به فردی نبوده است. آزمایش‌ها نشان داد که هیچ انسان راست‌قامت آسیایی یا آفریقایی، دارای استخوان‌های بزرگ منحصر به فردی نبوده است.

### فسیل‌های فردی
برخی از فسیل‌های اصلی انسان راست‌قامت:
- اندونزی (جزیره جاوا): ترینیل ۲ (نمونه شاخص)، مجموعه سانگیران، مجموعه سامبونگماچان، مجموعه ناندونگ.
- چین ("مرد پکن")
- کنیا: KNM ER 3883, KNM ER 3733
- ویتنام: شمالی، ثام خوین، هووا بینه
- جمهوری جورجیا: مجموعه دمانیسی
- اتیوپی: داکا کالواریا
- اریتره: جمجمه بویا
- استان دنیزلی ترکیه فسیل بزرگ کله.[۱۱]

## خاستگاه پیدایش
بر اساس نخستین نظریه، خاستگاه پیدایش انسان راست‌قامت به گونهٔ جنوبی کپی‌آسا در شرق آفریقا در اوایل دوران پلیستوسن زمین‌شناسی _ و احتمالاً حتی پیش از آن _ برمی‌گردد، یعنی حدود ۲٫۵۸ میلیون سال قبل.
سپس ۲ میلیون سال پیش، مهاجرت او از آفریقا آغاز شد که احتمالاً این مهاجرت ناشی از پدیده بیابان‌زایی گسترده در شرق و شمال آفریقا بوده، براساس فرضیهٔ مهاجرت پمپ صحرا، انسان تبارها پس از خروج از آفریقا در سرتاسر برَ قدیم پراکنده شده‌اند.
بسیاری از فسیل‌های انسان راست‌قامت، متعلق به بازهٔ زمانی ۱٫۸ میلیون سال پیش تا ۱ میلیون سال پیش، در محدودهٔ جغرافیایی پراکنده‌ای از آفریقا در دریاچه تورکانا و تنگ الدوای، تا قفقاز در دمانیسی در گرجستان، در سانگیران در اندونزی، جاوهٔ مرکزی و جاوهٔ شرقی، ویتنام، چین در زوکودیان و شانکسی (نمونهٔ انسان لانتیانی) یافت شده‌است.
براساس نظریهٔ دوم پیدایش انسان راست‌قامت در اوراسیا رخ داد و سپس به آفریقا مهاجرت کرده‌است. آن‌ها در فاصله ۱٫۸۵ تا ۱٫۷۷ میلیون سال پیش در دمانیسی گرجستان زندگی می‌کرده‌اند که تقریباً مقارن یا اندکی پیش از زمانی است که آثار زندگی آن‌ها در آفریقا نیز مشاهده شده است.
چندین توضیح در توجیه نحوهٔ پراکندگی انسان‌های راست‌قامت گرجی ارائه شده‌است.

## اکتشاف و فسیل‌های نمونه
کالبدشناس آلمانی به نام اوژن دوبوا که شیفتهٔ نظریهٔ فرگشت داروین به خصوص در زمینهٔ تکامل انسان بود، در ۱۸۸۶ برای کشف نشانه‌ای از اجداد انسان‌ها راهی آسیا شد، جایی که در آن زمان به عنوان مهد تکامل انسان شناخته می‌شد. گو اینکه این نظریه در تعارض با باور داروین بود که آفریقا را مبدأ پیدایش و تکامل انسان می‌پنداشت. (مراجعه شود به ارنست هکل)
در سال ۱۹۸۱ تیم او در جزیرهٔ جاوه در هند شرقی هلند (اندونزی کنونی) جایی در ساحل رودخانهٔ سولو، یک فسیل انسانی کشف کرد. این‌گونه که او پیتکانتروپوس راست‌قامت نامیدش شامل بخشی از جمجمه و یک استخوان ران بود.
یافتهٔ دوبوا در ۱۹۸۱، نخستین فسیل کشف‌شدۀ متعلق به انسان سرده (و سایر انسان‌تبارها) بود که به‌طور مستقیم در نتیجهٔ یک جستجوی اکتشافی هدفمند پیدا شد. جستجویی الهام‌گرفته از نظریهٔ تکامل داروین (مبنی بر اینکه انسان نیز مانند سایر جانداران از تکامل گونه‌های اولیه به وجود آمده‌است - به فرگشت انسان مراجعه شود)
نخستین فسیل انسانی کشف‌شده در سال ۱۸۵۶ متعلق به انسان نئاندِرتال، در اکتشافی تصادفی به دست آمده بود. (مراجعه شود به فهرست سنگواره‌های مشهور انسان)
فسیل جاوه توجه و علاقهٔ بسیاری برانگیخت و پس از آن با عنوان مرد جاوه‌ای، عنوانی که یکی از نشریات معروف به آن نهاده بود، معروف شد. اما تعداد انگشت‌شماری از پژوهشگران و دانشمندان ادعای دوبوا که این فسیل را حلقهٔ گم‌شده یا فسیل انتقالی ارتباط بین انسان و کپی می‌دانست پذیرفتند.
مرد جاوه‌ای هم‌اکنون در دستهٔ انسان راست‌قامت جای داده شده‌است.
بیشتر اکتشاف‌ها درخور توجه مربوط به انسان راست‌قامت بعدها در پروژهٔ زوکودیان در منطقهٔ زوکودیان چین به دست آمد، جایی که به سایت انسان پکن شناخته می‌شود.
این منطقه نخستین‌بار در ۱۹۲۱ توسط جان گونار اندرسون کشف و در همان سال حفاری گردید و از این حفاری‌ها دو دندان انسان به دست آمد.
توصیف‌های اولیهٔ کالبدشناس کانادایی دیویدسون بلک در ۱۹۲۱ از یک دندان آسیای زیرین متعلق به گونه‌ای ناشناخته (که بلک او را سیناتوپروس پکنی نامید)، توجه افکار عمومی را جلب کرد.
حفاری‌ها به صورت گسترده ادامه یافت تا نهایتاً ۲۰۰ فسیل متعلق به ۴۰ انسان مختلف به دست آمد که شامل ۵ استخوان فرق سر نسبتاً کامل نیز می‌شد.
کالبدشناس آلمانی فرانز وایدنریش طی چندین مونوگراف توضیح مفصلی دربارۀ این نمونه‌ها در مجله پالئونتولوجیکا سینیسا منتشر کرد.
تقریباً همهٔ این نمونه‌ها در طول جنگ جهانی دوم نابود شدند، گرچه نمونه‌های گچی ساخته‌شده توسط وایدنریش هنوز وجود دارند که در موزهٔ تاریخ طبیعی آمریکا و انستیتوی دیرین‌شناسی و دیرین‌مردم‌شناسی مهره‌داران در پکن نگهداری می‌شوند ونمونه‌های قابل استنادی به‌شمار می‌آیند.
در طول قرن بیستم، دانشمندان دربارۀ نقش انسان راست‌قامت در تاریخ تحول انسان بحث‌های بی‌پایان داشته‌اند. در اوایل این قرن با توجه به یافته‌های جاوه و زودکویان باور غالب بر این بود که تکامل انسان از آسیا آغاز شده‌است.
اما برخی طبیعی‌دانان از آن جمله داروین معتقد بودند که نخستین اجداد انسان‌ها در آفریقا می‌زیسته‌اند. داروین برای توجیه نظریه‌اش به این حقیقت استناد می‌کرد که شامپانزه‌ها و گوریل‌ها، شبیه‌ترین بستگان انسان‌ها، تنها در آفریقا تکامل یافته و زندگی کرده‌اند.

### خاستگاه آفریقایی
پس از دههٔ ۱۹۵۰ میلادی، یافته‌های متعددی در شرق آفریقا نظریهٔ وجود یک سرشاخهٔ آفریقایی را تأیید کرد، فسیل‌هایی که ثابت می‌کرد نخستین انسان تبارها در آفریقا می‌زیسته‌اند.
اکنون این اتفاق‌نظر عمومی وجود دارد که انسان‌های راست‌قامت، نوادگان یکی از شاخه‌های زیر هستند:
1. نخستین انسان‌تبارها مانند جنوبی کپی و به ظن قوی آردی کپی (که هنوز دسته‌بندی آن در گروه انسانیان یا انسان سایان محل اختلاف نظر است)
2. نخستین انسان‌های سرده مانند انسان ماهر یا انسان کارورز.

در شرق آسیا نشانه‌های همزیستی چندصدهزار سالهٔ انسان ماهر و انسان راست‌قامت مشاهده شد که تأییدی است بر این باور که این دو گونه، از نوادگانی مجزا با دودمانی مشترک هستند؛ و بیانگر این حقیقت است که رابطه خویشاوندی این دو گونه کلدوژنتیک بوده و نه آناژنتیک (به این معنا که زیر شاخه‌ای از انسان‌های ماهر به مرور به انسان راست‌قامت تبدیل شده‌اند و زیرشاخه‌ای دیگر بدون تغییر، به صورت انسان ماهر ادامهٔ نسل داده‌اند تا زمانی که بعدها به‌طور کامل منقرض شده‌اند).
در ۱۹۴۹ جان تالبوت رابینسون در سوارتکرانز در جنوب آفریقا، تکه‌ای استخوان آرواره کشف کرد که براساس تشخیص‌های بعدی متعلق به یک انسان راست‌قامت بود.
در ۱۹۶۱ ایو کوپن جمجمه‌ای یافت شد که نخستین فسیل انسان کشف‌شده در شمال آفریقا تا آن زمان به‌شمار می‌رفت. براساس گزارش‌ها، این فسیل که در معرض فرسایش‌های ناشی از بادهای ماسه‌ای قرار داشت، شباهت دوری به آسترالوپیث داشت که گونهٔ بدوی انسانیان به‌شمار می‌رود. این فسیل گرچه در ابتدا به عنوان گونه‌ای منشعب از گونهٔ انسان ماهر شناخته می‌شد ولی اکنون دیگر یک آرایهٔ مستقل به‌شمار نرفت و در گروه انسان راست‌قامت جای داده شد.
در ۲۰۱۳ یک استخوان آروارهٔ فسیل‌شده با سن تقریبی ۲٫۸ میلیون سال در سایت اکتشافی لدی –گرارو در منطقهٔ عفر در اتیوپی کشف شد.
این فسیل، قدیمی‌ترین فسیل کشف‌شده از انسان سرده تاکنون است و به نظر می‌رسد که متعلق به گونه‌ای در حد فاصل جنوبی کپی و انسان ماهر باشد و در دوران پس از تغییر اقلیم در منطقه می‌زیسته‌است. تغییری که جنگل‌ها و آبراهه‌ها را به دشت‌های هموار و بی‌درخت تبدیل کرد که محیط زیست مطلوبی برای نخستین انسان‌تبارها به‌شمار می‌رفته‌است.

### انسان راست‌قامت گرجی

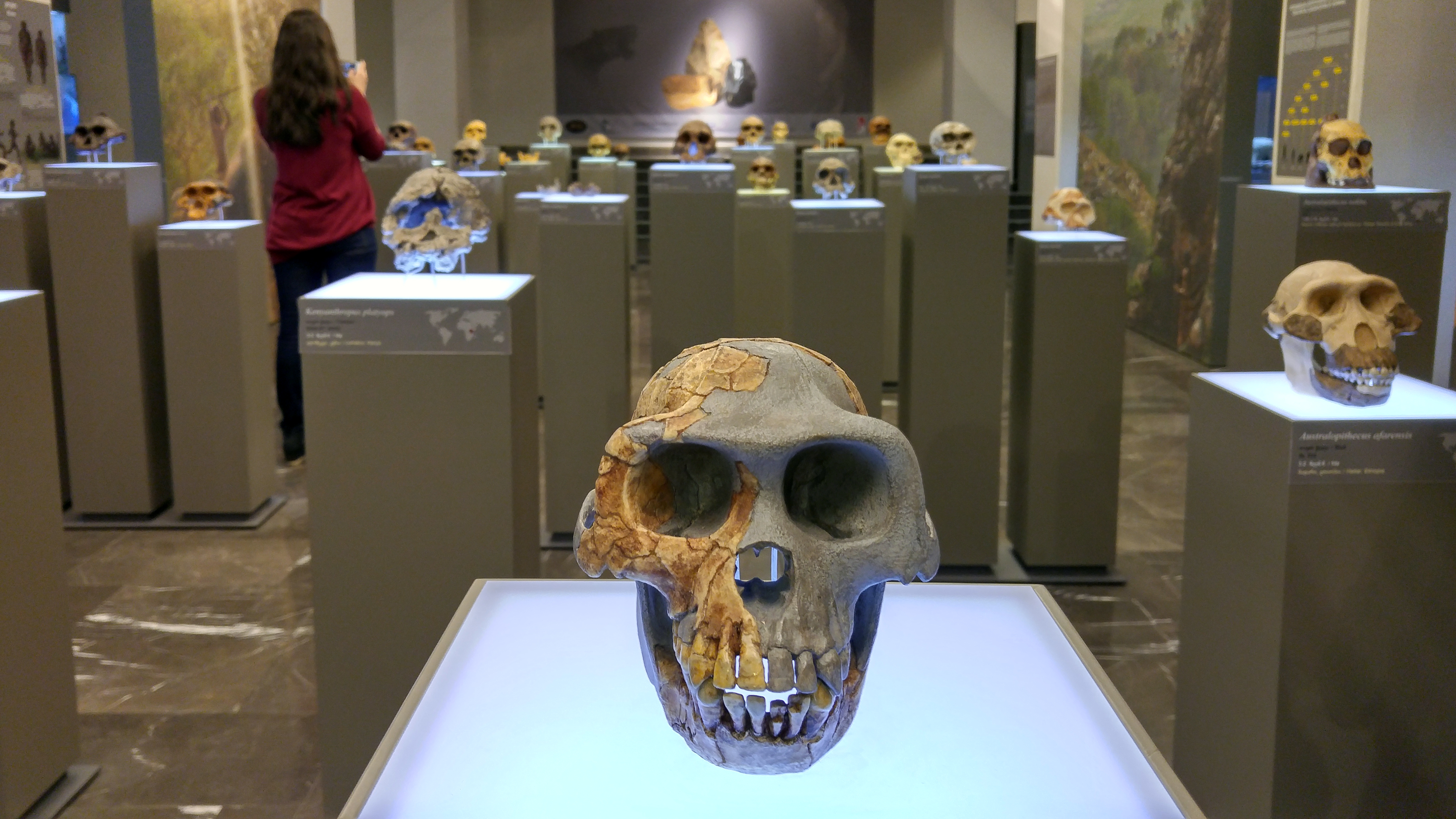
بخش فسیل های انسان موزه تاریخ ملی گرجستان در تفلیس

انسان راست‌قامت گرجی نامی است که به زیرگروه فسیلی متشکل از استخوان‌های جمجمه و آرواره کشف شده در منطقهٔ دمانیسی گرجستان گفته می‌شود. 
این ساختگاه در ۱۹۹۱ توسط دانشمند گرجی دیوید لرکیپانیدزه کشف شد. از ۱۹۹۱ به بعد ۵ جمجمه از حفاری در این منطقه به دست آمد، من جمله یک جمجمهٔ " خیلی کامل ". در سال ۲۰۰۵ در حفاری‌های دمانیسی، ۷۳ تکه از بازمانده‌های ابزارهای سنگی که برای بریدن و خردکردن به‌کار می‌رفتند، کشف شد و همچنین ۳۴ تکه استخوان متعلق به گونهٔ ناشناخته‌ای از زیاگان. این فسیل‌ها ۱٫۸ میلیون سال قدمت داشتند. 
پس از ارزیابی‌های اولیه‌، دانشمندان متقاعد شدند که یافته‌های دمانیسی را یک گونهٔ جدید به نام انسان گرجی بنامند؛ گونه‌ای که فرض می‌شد از نوادگان انسان ماهر و از اجداد انسان راست قامت آسیایی باشد. این طبقه‌بندی مورد تأیید قرار نگرفت و نهایتاً این فسیل‌ها به عنوان نوعی از انسان راست قامت طبقه‌بندی شد. 
اسکلت‌ها حاوی جمجمه و بالاتنه‌ای بدوی، ولی ستون فقرات و اندام‌های تحتانی تکامل یافته‌تر بودند که نشانگر میزان تحرک و جابه‌جایی بیشتر این‌گونه نسبت به نمونه‌های متاخر بود. 
اکنون این فرض پذیرفته شده که اگرچه انسان گرجی را نمی‌توان گونه‌ای مستقل قلمداد کرد، ولی متعلق به نخستین مراحل گذر از انسان ماهر به انسان راست قامت در ۱٫۸ میلیون سال پیش است.
این مجموعه شامل، بزرگ‌ترین نمونهٔ فک و آروارهٔ انسانِ سردهِ پلیستوسن (D2600)، یکی از کوچکترین آرواره‌های متعلق به اوایل پلیستوسن (D211)، یک آرواره نسبتاً کامل (D2735) و یک نمونهٔ بی دندان (D3444/D300) است. 
جمجمهٔ (D2700) با حجم ۶۰۰ مغز سی سی و(D4500 یا جمجمهٔ شماره ۵ دمانیسی) با حجم مغز ۵۴۵ سی‌سی از کوچک‌ترین و بدوی‌ترین جمجمه‌های انسان سردهِ عصر پلیستوسن به‌شمار می‌روند.
تفاوت‌های موجود در این جمجمه‌ها با تفاوت‌های موجود میان جمجمه‌های انسان‌های مدرن مقایسه شد و دانشمندان دریافتند که علی‌رغم تفاوت ظاهری جمجمه‌های دمانیسی با یکدیگر، این تفاوت در شکل و اندازه، بیشتر از تفاوت‌های مشابه در میان جمجمه‌های یک گروه نمونه از انسان‌های مدرن، یا تفاوت‌های موجود در میان یک گروه نمونه از شامپانزه‌ها نیست. لذا به نظر می‌رسد که یافته‌های فسیلی پیشین نیز که براساس تفاوت‌های ریخت‌شناسی در گروه‌های مستقلی دسته‌بندی شده بودند – از قبیل انسان رودلفی، انسان گاتنگی، انسان کارورز و احتمالاً حتی انسان ماهر – همگی باید در یک گروه و به عنوان انسان راست‌قامت بازتعریف شوند.

## زیرگونه ها
- انسان راست‌قامت یوآنمو (انسان یوآنمو) (Li et al., 1977)
- انسان راست‌قامت لانتیانی (انسان لانتیانی) (Woo Ju-Kang, 1964)
- انسان راست‌قامت نانجینگ (انسان نانجینگ) (1993)
- انسان راست‌قامت پکن (انسان پکن) (1970s)[۱۲]
- Homo erectus palaeojavanicus (Meganthropus) (Tyler, 2001)
- انسان راست‌قامت سولویی (انسان سولویی) (Oppenoorth, 1932)
- Homo erectus tautavelensis (Tautavel Man) (de Lumley and de Lumley, 1971)
- انسان راست‌قامت گرجی (انسان دمانیسی) (1991)
- Homo erectus bilzingslebenensis (Vlček, 2002)[۱۳]
- Homo erectus ergaster
- انسان جاوه‌ای

## تقسیم‌بندی‌ها و وجوه تمایز (distinction)
بحث‌های دیرین‌مردم‌شناسان دربارۀ طبقه‌بندی انسان کارورز و انسان راست‌قامت همچنان ادامه دارد.
گروهی معتقدند آرایهٔ انسان راست‌قامت به کلی باید حذف شده و انسان راست‌قامت در طبقهٔ انسان خردمند جای داده شود. برخی دیگر بر این باورند که انسان کارورز نیای آفریقایی بلافصل انسان راست قامت است، با این استدلال که تکامل انسان راست‌قامت در پی مهاجرت او از آفریقا به آسیا مبدأ شکل‌گیری گونه‌ها و آرایه‌های متمایز دیگری شد.
گروه دیگری از دانشمندان آرایهٔ مستقلی به نام انسان کارورز را باطل دانسته، میان فسیل‌های پسربچهٔ ترکانا و مرد پکنی تفاوت معنی‌داری قائل نبوده و آن‌ها را متعلق به دو آرایهٔ مجزا نمی‌دانند. با این وجود، هنوز انسان کارورز به عنوان یک آرایهٔ مستقل شناخته‌شده و دو گونهٔ انسان راست‌قامت آسیایی و انسان کارورز (آفریقایی) به عنوان دو آرایهٔ متفاوت منشعب از گروه بزرگ انسان راست‌قامتِ سنسو لاتو شناخته می‌شوند.
برخی مصرانه معتقدند که روش تفکیک گونه‌های اِرنست والتر مایر قادر به راستی آزمایی فرضیه‌های بالا نیست. بر اساس این روش، میزان تفاوت‌های یافت‌شده در ریخت‌شناسی جمجمه‌های به دست آمده از انسان راست‌قامت و انسان کارورز با تفاوت‌های شناسایی‌شده در میان جمعیتی متناسب از یک گونهٔ در قید حیات از نخستی سانان مانند ماکاک‌ها مقابله می‌شود. چنانچه میزان این تفاوت‌ها مشابه باشد این دو گونه (انسان راست‌قامت وانسان کارورز) اعضای یک آرایه به‌شمار آمده و قابل تفکیک نیستند ولی اگر تفاوت‌ها در انسان کارورز و راست‌قامت از تفاوت‌های ارزیابی‌شده در گروه ماکاک‌ها بیشتر باشد، در این صورت این دو باید در دو آرایهٔ مجزا رده‌بندی شوند.
پیدا کردن یک مدل مناسب در قید حیات برای مطالعات میدانی، تحلیل و مقایسه چندان ساده نیست. از سوی دیگر گزینش یک گروه نمونهٔ معتبر از یک گونهٔ در قید حیات نیز دشوار است (برای مثال میزان تفاوت‌های ریختاری میان انسان‌های خردمند بسیار اندک است، پس استفاده از جامعه انسانی به عنوان گونهٔ مبنای مقایسه صحیح نیست).
در ابتدا به نظر می‌رسید که فسیل‌های دمانیسی گرجستان به یک آرایهٔ جدید و مستقل تعلق داشته باشند ولی نمونه‌های بعدی ثابت کرد که همه در آرایهٔ انسان راست‌قامت جای می‌گیرند و اکنون به عنوان انسان راست‌قامت گرجی شناخته می‌شوند.
حجم جمجمه در فسیل‌های انسان راست‌قامت از انسان ماهر بزرگتر است (گرچه نمونهٔ ه‌های دمانیسی دارای حجم کوچکتری هستند).
حجم جمجمه در فسیل‌های قدیمی‌تر حدود ۸۵۰ سی‌سی است، در حالی‌که در نمونه‌های متاخر مانند نمونه‌های جاوه‌ای این حجم به ۱۱۰۰ سی‌سی می‌رسد که مشابه با انسان خردمند می‌باشد. استخوان پیشانی شیب کمتری داشته، استخوان فک کوچکتر از کپی‌ها، استخوان‌بندی چهره در مقایسه با کپی‌ها و انسان ماهر متقارن و متناسبتر، گونه‌ها کمتر برآمده و محور ابروها فراختر است. قد انسان‌تبارهای اولیه ۱٫۷۹ متر –تنها ۱۷ درصد از انسان‌های مدرن بلندتر از ۱٫۷۹ متر هستند- و لاغراندام با دست‌ها و پاهای کشیده بوده‌است.
دودیسی جنسی (تفاوت‌های مورفولوژیک بین جنس مذکر و مؤنث) در انسان راست‌قامت تنها اندکی بیش از نمونهٔ مشابه آن در میان انسان خردمندِ متاخر ولی بسیار کمتر از تفاوت‌های یافت‌شده میان کپی‌های مذکر و مؤنث اولیه است– انسان راست‌قامت مذکر ۲۵ درصد بزرگتر از انسان راست‌قامت مؤنث بوده است.
کشف اسکلت پسر تورکانا (انسان کارورز) نزدیک دریاچهٔ تورکانا در کنیا توسط ریچار لیکی و کامویا کیمیو در ۱۹۸۴ - یکی از کامل‌ترین اسکلت‌های انسان‌تبار کشف‌شده تاکنون - در نظریه‌های ارائه‌شده در خصوص تکامل فیزیولوژیک انسان بسیار راهگشا بوده‌است.

## تفسیر تکامل انسان/ انسان راست قامت /انسان کارورز/انسان خردمند

مدل گراف استرینگر

کریس استرینگر و رید و سایرین، نمودار شماتیکی برای توضیح روند تکامل انسان خردمند از گونه‌های انسان (سرده) اولیه از جمله انسان راست‌قامت و / یا انسان کارورز ارائه داده‌اند. منطقه‌های آبی مشخص‌کننده نواحی هستند که یک یا چند گونهٔ انسان‌تبار در زمان مشخص در آن می‌زیسته‌اند. در تفسیر ارائه‌شده توسط استرینگر انسان راست‌قامت در روند تکامل، هم به لحاظ پراکندگی زمانی وهم جغرافیایی حضوری پررنگ و غالب دارد. بیشترین پراکندگی این‌گونه در آفریقا و اوراسیا بوده است که به مدت ۲ میلیون سال ادامه داشت و بعدها به انسان هایدلبرگی و در نهایت به انسان خردمند تکامل یافته‌است.
در مدل تولیدشده توسط رید و همکاران انسان کارورز نیای انسان راست‌قامت است، پس در حقیقت انسان کارورز یا واریته‌ای از انسان کارورز یا ترکیبی از انسان کارورز و انسان راست‌قامت بوده است که بعدها در روند تکامل ابتدا به انسان خردمند باستانی، سپس انسان مدرن تبدیل شد و سرانجام از آفریقا خارج شده‌است.
هر دو مدل اذعان دارند که انسان راست‌قامت آسیایی در همین اواخر منقرض شده‌است و هر دو مدل در آمیزش و اختلاط گونه‌های انسان خردمند باستانی و انسان مدرن متفق‌القول هستند. انسان مدرنِ اولیه از آفریقا خارج و در اقصی نقاط جهان پراکنده شد و با نوادگان انسان هایدلبرگی مانند نئاندرتال‌ها و دنیسوان‌ها (که به عنوان انسان خردمند باستانی آفریقایی نیز شناخته می‌شوند) آمیزش نموده‌است.

یک مدل نمودار جایگزین از پراکندگی جغرافیایی و زمانی انسان سرده و تکاملش در طول ۲ میلیون سال

## استفاده از ابزار و آتش
در تاریخ انسان، دورهٔ پارینه‌سنگی ، ماقبل تاریخ، از ۲٫۶ میلیون سال پیش آغاز شد و تا حدود ۱۰۰۰۰سال پیش ادامه داشت. از این رو تقریباً با دوران زمین‌شناسی پلیستوسن هم‌زمان بود که شامل بازهٔ زمانی ۲٫۵۸ میلیون سال پیش تا ۱۱۷۰۰ سال پیش می‌باشد.
آغاز تکامل انسان به نخستین نوآوری‌ها در فناوری و ابزار بر می‌گردد. انسان راست‌قامت نخستین کسی بود که از آتش برای پختن استفاده کرد و نخستین تبرهای دستی را از سنگ ساخته‌است.
انسان کارورز در مقایسه با ابزار بدوی پیشینیانش، ابزارهای پیشرفته‌تر و گوناگون‌تری را به کار می‌گرفته‌است، چرا که انسان کارورز فناوری الدوایی را به ارث برد و مورد استفاده قرار داد و سپس به فناوری پیشرفته‌تر آشولی دست یافت. از آنجا که استفاده از ابزارهای آشولی ۱٫۸ میلیون سال پیش آغاز شد و انسان راست‌قامت ۲۰۰ هزار سال پیش از پیدایش ابزار آشولی از گونهٔ کارورز جدا شد و به آسیا مهاجرت کرد، امکان استفاده از ابزار آشولی را نداشته‌است.
این باور وجود دارد که انسان راست‌قامت نخستین کسی بود که از کَلَک برای سفر روی آب و همچنین اقیانوس استفاده کرد. قدیمی‌ترین ابزار سنگی کشف‌شده در ترکیه نشانگر این است که انسان‌تبارها حدود ۱٫۲ میلیون سال یعنی بسیار زودتر از آنچه که قبلاً گمان می‌رفت، با گذر از دروازهٔ آناتولی از آسیای غربی به اروپا رسیده‌اند.

### استفاده از آتش
در ساختگاه‌های شرق آفریقا مانند چسوانخا در نزدیکی دریاچهٔ بارینگو، کوبی فوراً و اولورگسیل در کنیا، نشانه‌هایی از احتمال استفاده از آتش توسط انسان‌های نخستین به دست آمده‌است. در چسوانخا باستان‌شناسان تکه‌هایی باقی‌مانده از خاک رس سفت‌شده در اثر پخته‌شدن بر آتش را کشف کرده‌اند که ۱٫۴۲ میلیون سال قدمت دارد. نتیجهٔ تحلیل‌ها نشان می‌دهد که این گل رس برای سفت شدن، باید تا دمای ۴۴۰ درجه سانتیگراد یا ۷۵۲ درجه فارنهایت حرارت دیده باشد.
در دو ساختگاه در کوبی فوراً آثار کنترل آتش توسط انسان راست‌قامت متعلق به ۱٫۵ میلیون سال پیش مشاهده شده‌است، یعنی گداختگی رسوبات ناشی از حرارت دیدن تا ۲۰۰–۴۰۰ درجه سانتی گراد.
در اولورگسیل در کنیا درون یک " تورفتگی اجاق‌مانند " بقایای میکروسکوپی از زغال به دست آمده که می‌تواند ناشی از سوختن علف‌ها نیز باشد.
در گادب اتیوپی در کنار ابزار آشولی دست‌ساختۀ انسان راست‌قامت، تکه‌هایی از توف جوش‌خورده به دست آمد که به نظر می‌رسد سوزانده یا گداخته شده باشد؛ ولی این حرارت‌دیدگی سنگ‌ها ممکن است ناشی از فعالیت‌های آتش‌فشان محلی نیز باشد.
در درهٔ رودخانه آواشِ میانی تورفتگی‌های مخروطی‌شکلی با خاک رس قرمز کشف‌شد که تنها با دمای ۲۰۰ درجه یا بالاتر می‌توانست ایجاد شود. سنگ‌های سوخته‌ای در دره آواش یافت شد ولی درهمین منطقه همچنین توف‌های جوش‌خوردهٔ آتش‌فشانی نیز کشف شده‌است.
در محل پل دختران یعقوب در اسراییل نشانه‌های کنترل آتش توسط انسان کارورز یا انسان راست‌قامت متعلق به ۷۹۰۰۰۰ تا ۶۹۰۰۰۰ سال پیش کشف شده است. همچنین نشانه‌هایی از کنترل آتش توسط انسان راست‌قامت متعلق به ۲۵۰ هزار سال پیش نیز دیده شد، علائمی نیز وجود دارد که ثابت می‌کند انسان راست‌قامت از آتش برای پختن غذا استفاده می‌کرد.
آزمایش دوبارهٔ تکه‌های استخوان سوخته و خاکستر گیاهان غار وندرورک در جنوب آفریقا فرضیهٔ کنترل آتش توسط انسان در یک میلیون سال پیش را تقویت می‌کند.

### آشپزی
نشانه‌های باستان‌شناسی وجود دارد که دال بر این است که انسان راست‌قامت از آتش برای آشپزی استفاده می‌کرد.
مطالعات باستان‌شناسی نشان می‌دهند که این ویژگی منحصر به فرد (استفاده و کنترل آتش) از طریق استفاده از سنگ چخماق که برای پوست کندن و برش گوشت مورد استفاده قرار می‌گرفت در انسان ظاهر شده‌است.
از آنجا که دانشمندان فسیلی در رابطه با رژیم غذایی هوموساپینس‌ها در اختیار نداشتند تا رژیم غذایی آنها را مطالعه کنند، به بازسازی منوی غذایی اجدادمان پرداختند. محققان درصد ایزوتوپ‌های پایدار کربن و نیتروژن موجود در استخوان انسان‌های اولیه و جانوران شکاری محلی مانند اسب، گوزن و کل سکایی (نوعی بز کوهی) را اندازه‌گیری کردند.
همچنین آنها محتوای نیتروژن ۱۵ آمینواسید را آنالیز کردند؛ بدین صورت نه تنها منشأ نیتروژن بلکه نسبت آن هم مشخص می‌شود. نتایج نشان دهنده نسبت بالایی از ایزوتوپ N15 نیتروژن در انسان‌های امروزی نخستین است. برخلاف چیزی که دانشمندان تا پیش از این گمان می‌کردند، وجود بالای نیتروژن به خاطر مصرف زیاد گوشت ماموت بوده‌است؛ نه مصرف غذاهای دریایی. همچنین میزان مصرف گیاهان در رژیم غذایی هومو ساپینس‌ها به‌طور شگفت‌انگیزی بالاتر از نئاندرتال‌ها بوده‌است. از سوی دیگر، به نظر می‌رسد که منبع اصلی تأمین گوشت برای هر دو گونه، ماموت بوده‌است.
نتایج مطالعات اخیر نشان می‌دهد که اجداد انسان امروزی از گوشت ماموت و گیاهان خام تغذیه می‌کرده‌است. دانشمندان سنکبرگ با مطالعه رژیم غذایی تشریحی انسان‌های امروزی توانستند نظریه مبنی بر این که رژیم غذایی هومو ساپینس یا انسان خردمند انعطاف‌پذیرتر از رژیم غذایی نئاندرتال‌ها بوده‌است را تکذیب کنند. اجداد ما نیز درست مانند نئاندرتال‌ها از ماموت‌ها و گیاهان تغذیه می‌کردند.

## رفتار اجتماعی
انسان راست‌قامت احتمالاً نخستین انسان‌تباری بود که در جامعهٔ شکارچی-گردآورنده زندگی می‌کرده است.
مردم‌شناسانی مانند ریچارد لیکی باور داشتند که انسان راست‌قامت بیشتر مانند انسان مدرن موجودی اجتماعی بود تا کپی‌ها.
افزایش حجم مغز نیز با استفاده از ابزارهایی کامل‌تر هم‌زمان بوده‌است.
کشف پسر تورکانا (انسان کارورز) در ۱۹۸۴ نشان داد که او علی‌رغم آناتومی‌اش که مشابه انسان خردمند بود، توانایی تولید صداهایی مشابه صحبت در انسان مدرن را نداشت. او احتمالاً با نوعی نیازبان مکالمه می‌کرده‌است که بدون ساختار توسعه‌یافتهٔ زبانِ انسان مدرن بود اما بسیار پیشرفته‌تر از زبان غیرکلامی شامپانزه‌ها به‌شمار می‌رفته است.
این استنتاج با کشف مهره‌های انسان کارورز / راست‌قامت (که ۱۵۰ هزار سال پیش از پسر تورکانا می‌زیست) در دمانیسی، که نشانگر قابلیت تکلمی مشابه انسان خردمند بود، به چالش کشیده شد. همچنین اندازۀ مغز و وجود ناحیه بروکا در این فسیل استفادهٔ ماهرانه از کلمات را اثبات می‌کرد.
انسان راست‌قامت احتمالاً نخستین انسان‌تباری بود که در جامعه‌ای متشکل از گروه‌های کوچک از آشنایان، مشابه جوامع گردآورنده –شکارچی مدرن متاخر زندگی می‌کرد، نخستین انسان‌تباری که دست به شکار گروهی برنامه‌ریزی‌شده می‌زد و همچنین از هم‌نوعان ضعیف‌تر و صدمه‌دیده‌اش مراقبت می‌کرد.
نظریه‌هایی دربارۀ آمیزش و اختلاط انسان‌های راست‌قامت و احتمالاً نئاندرتال‌ها با انسان‌های مدرن متاخر در آسیا و اروپا وجود دارد .

## نوادگان و زیرگونه‌ها
انسان راست‌قامت با دوران زندگی بیش از یک میلیون سال و شاید حتی حدود دو میلیون سال، یکی از گونه‌های دارای زمان بقای طولانی بر زمین بوده است. انسان خردمند فقط ۲۰۰هزار سال زندگی کرده است.
هنوز اجماع نظری دربارۀ اینکه انسان راست‌قامت (سنسو استریکتو، که فقط به گونهٔ آسیایی انسان راست‌قامت گفته می‌شود) آیا نیای انسان خردمند یا سایر گونه‌های انسان مدرن بوده‌است، به دست نیامده‌است.

## نمونه‌های انسان راست‌قامت
- انسان راست‌قامت راست‌قامت (مرد جاوه‌ای)
- انسان راست‌قامت یوانموسیس (مرد یوآنمو)
- انسان راست‌قامت لانتنسیس (انسان لانتیانی)
- انسان راست‌قامت نانکنسین (انسان نانجینگ)
- انسان راست‌قامت پکینسیس (مرد پکنی)
- انسان راست‌قامت پاله‌خاونیتوس (مگانتروفس)
- انسان راست‌قامت سولونسیس (مرد سولویی)
- انسان راست‌قامت توتاولنسیس (مرد توتاول)
- مرد راست‌قامت گرجی
- مرد راست‌قامت بیلزیگسبن

## آرایه‌های قدیمی
انسان راست‌قامت سولونسیس که پیش از این گمان می‌رفت حدود ۵۰٫۰۰۰ سال پیش در جاوه می‌زیست، پس از ارزیابی‌های مجدد معلوم شد که به دورانی قدیمی‌تر تعلق دارد.
برخی دانشمندان مشکوکند که شاید انسان« فلورسینسیس» نیز از نوادگان انسان راست‌قامت باشد.
برخی دیگر معتقدند که فسیل‌ها ممکن است به یک انسان مدرن مبتلا به میکروسفالی تعلق داشته باشد یا متعلق به گروهی از پیگمه‌ها باشد. اما تحقیقات جدید در سال ۲۰۱۷ نشان داد که انسان فلورسینسیس و انسان ماهر دارای یک نیای مشترک هستند که در این صورت یک خواهر –گونهٔ انسان ماهر به‌شمار می‌رود یا به طایفهٔ کوچک انسان ماهر- کارورز- راست قامت –خردمند تعلق دارد که در این صورت گونه‌ای بسیار قدیمی‌تر از انسان راست‌قامت خواهد بود.